# Feldwiese (Elsterberg)
Feldwiese ist ein Teil der Ortschaft Coschütz in der Stadt Elsterberg im sächsischen Vogtlandkreis.

## Geographie

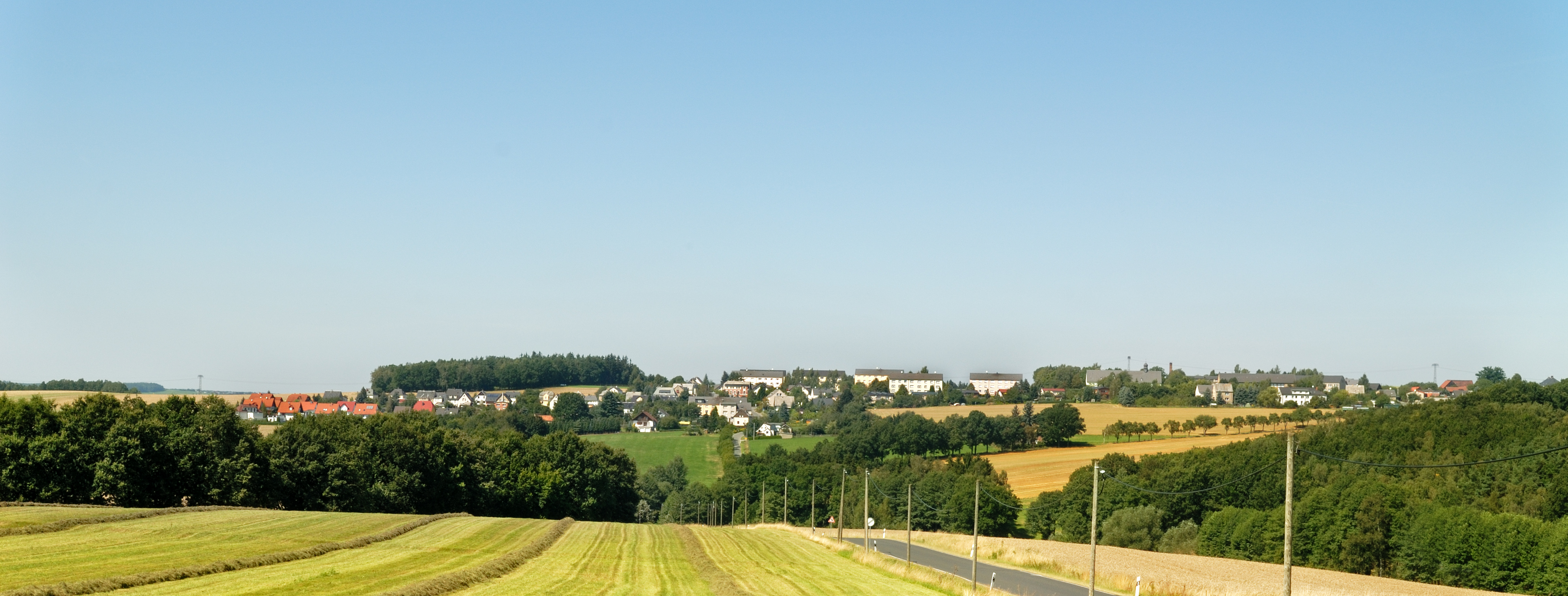
Blick auf Coschütz und Feldwiese. Feldwiese liegt links der Straße (rote Dächer)

Feldwiese liegt südöstlich von Elsterberg und direkt südwestlich an Coschütz angrenzend. Südlich liegen die ebenfalls zu Elsterberg gehörenden Dörfer Scholas und Losa. Feldwiese ist von Coschütz und Scholas aus zu erreichen. Eine direkte Straßenverbindung nach Elsterberg besteht nicht. Westlich von Feldwiese befindet sich der 407 m hohe Kriebelstein.

## Geschichte
Feldwiese wurde auf dem Gelände des Rittergutes Coschütz gegründet und gehört seit jeher nach Coschütz, war aber nach Elsterberg gepfarrt. Die Ortschaft wurde erstmals 1791 bereits in der heutigen Form erwähnt. Feldwiese gehörte zum Amt Plauen im Vogtländischen Kreis, später zur Amtshauptmannschaft und dem (Land-)Kreis Reichenbach. Von 1994 bis 1996 gehörte der Ort dann für nur 2 Jahre zum Landkreis Plauen, bis dieser im Vogtlandkreis aufging. Somit gehörte Feldwiese (genau wie Coschütz auch) nie zu Thüringen, wie die Stadt Elsterberg zwischen 1952 und 1992. Feldwiese ist kein offizieller Ortsteil von Elsterberg.
| Jahr          | 1791      | 1834 | 1871 | 1880 | 1890 |
| ------------- | --------- | ---- | ---- | ---- | ---- |
| Einwohnerzahl | 9 Häusler | 77   | 125  | 102  | 105  |

## Belege
1. 1 2  Feldwiese – HOV | ISGV. Abgerufen am 22. Dezember 2023.
2. ↑  Stadt Elsterberg: Hauptsatzung der Stadt Elsterberg. 12. Dezember 2007, abgerufen am 22. Dezember 2023.
3. ↑  Saxony (Kingdom) Statistisches Landesamt: Alphabetisches Verzeichniss der im Königreiche Sachsen belegenen Stadt- und Landgemeinden: mit den zubehörigen, besonders benannten Wohnplätzen ... : nebst alphabetischem Register. C. Heinrich, 1884 (google.com [abgerufen am 22. Dezember 2023]).